# Personer i Sverige födda i Saudiarabien
Till personer i Sverige födda i Saudiarabien räknas personer som är folkbokförda i Sverige och som har sitt ursprung i Saudiarabien. Enligt Statistiska centralbyrån fanns det 2018 i Sverige sammanlagt cirka 6 200 personer födda i Saudiarabien.

## Historisk utveckling

### Födda i Saudiarabien
| Personer i Sverige födda i Saudiarabien 1990–2024 | Personer i Sverige födda i Saudiarabien 1990–2024 | Personer i Sverige födda i Saudiarabien 1990–2024 | Personer i Sverige födda i Saudiarabien 1990–2024 | Personer i Sverige födda i Saudiarabien 1990–2024 |
| ------------------------------------------------- | ------------------------------------------------- | ------------------------------------------------- | ------------------------------------------------- | ------------------------------------------------- |
|                                                   |                                                   |                                                   |                                                   |                                                   |
| År                                                |                                                   |                                                   | Folkmängd                                         |                                                   |
| 1990                                              | 1990                                              |                                                   | 216                                               |                                                   |
| 2000                                              | 2000                                              |                                                   | 836                                               |                                                   |
| 2001                                              | 2001                                              |                                                   | 853                                               |                                                   |
| 2002                                              | 2002                                              |                                                   | 887                                               |                                                   |
| 2003                                              | 2003                                              |                                                   | 928                                               |                                                   |
| 2004                                              | 2004                                              |                                                   | 969                                               |                                                   |
| 2005                                              | 2005                                              |                                                   | 1 023                                             |                                                   |
| 2006                                              | 2006                                              |                                                   | 1 173                                             |                                                   |
| 2007                                              | 2007                                              |                                                   | 1 223                                             |                                                   |
| 2008                                              | 2008                                              |                                                   | 1 319                                             |                                                   |
| 2009                                              | 2009                                              |                                                   | 1 541                                             |                                                   |
| 2010                                              | 2010                                              |                                                   | 1 658                                             |                                                   |
| 2011                                              | 2011                                              |                                                   | 1 895                                             |                                                   |
| 2012                                              | 2012                                              |                                                   | 2 126                                             |                                                   |
| 2013                                              | 2013                                              |                                                   | 2 530                                             |                                                   |
| 2014                                              | 2014                                              |                                                   | 2 992                                             |                                                   |
| 2015                                              | 2015                                              |                                                   | 3 768                                             |                                                   |
| 2016                                              | 2016                                              |                                                   | 4 880                                             |                                                   |
| 2017                                              | 2017                                              |                                                   | 5 685                                             |                                                   |
| 2018                                              | 2018                                              |                                                   | 6 160                                             |                                                   |
| 2019                                              | 2019                                              |                                                   | 6 672                                             |                                                   |
| 2020                                              | 2020                                              |                                                   | 6 895                                             |                                                   |
| 2021                                              | 2021                                              |                                                   | 7 118                                             |                                                   |
| 2022                                              | 2022                                              |                                                   | 7 281                                             |                                                   |
| 2023                                              | 2023                                              |                                                   | 7 281                                             |                                                   |
| 2024                                              | 2024                                              |                                                   | 7 178                                             |                                                   |
| Anm.: Befolkning den 31 december respektive år.   |                                                   |                                                   |                                                   |                                                   |